# Nowoprzędka złocona
Nowoprzędka złocona (Neoholothele incei) – gatunek pająka z rodziny ptasznikowatych (Theraphosidae). Występuje głównie w Wenezueli. Został opisany przez F. O. Pickarda-Cambridge’a w 1899 roku. Jest średniej wielkości pająkiem, samice dorastają do 4–5 cm długości ciała, samce do 2,5 cm.
Pająk o złotym zabarwieniu ciała , do czego nawiązuje także polska nazwa zwyczajowa. W hodowlach oprócz naturalnej formy barwnej (klasycznej) udało się uzyskać pomarańczową formę barwną określaną mianem złotej - "gold".